# Ángel Domínguez
Ángel Adolfo Domínguez (* 15. September 1918 in Buenos Aires; † 13. September 1974) war ein argentinischer Bandoneonist, Bandleader, Arrangeur und Tangokomponist.

## Leben und Wirken
Domínguez hatte als Kind Bandoneonunterricht bei Alejandro Scarpino und studierte später Harmonielehre bei Roberto Pepe. Im Alter von vierzehn Jahren debütierte er in der Bandoneonsektion des Orchesters von Antonio Polito. 1934 engagierte ihn Angel D’Agostino, später Elvino Vardaro. 1939 wurde er Mitglied in Joaquín Moras Orchester (mit den Bandoneonisten Alfredo Calabró und Benito Galván, den Geigern Simón Broitman, Domingo Varela Conte und Armando Angeletti und dem Kontrabassisten Augusto Furchi).
Nach vier Jahren im Orchester von Pedro Laurenz wurde er 1944 Mitglied im Orquesta Francini-Pontier. Von diesem trennte er sich 1950 und wurde Bandoneonist und Arrangeur bei Alberto Mancione. Bereits im Folgejahr wechselte er zu Florindo Sassone. Dessen Sänger Roberto Chanel gründete eine eigene Gruppe und verpflichtete Domínguez als Bandleader. Mit diesem Orchester entstanden sechs Aufnahmen, darunter Fatal y tanguera (von Domínguez, Text von Ángel Queirolo) und Plegaria al señor (von Norberto Ramos, Orlando Vera und Eduardo Rufino).
Von 1955 bis 1959 nahm Domínguez mehrere Titel bei RCA Victor mit einem eigenen Orchester auf, mit dem er auch bei Radio Belgrano, Radio Splendid und RAdio El Mundo engagiert wurde. Dem Orchester gehörten in dieser Zeit u. a. die Bandoneonisten Pastor Cores, Eduardo Otero, Marcelo Yupolo und Ángel Baya, die Geiger Mario Abramovich, Nathan Melman, Juan Bibiloni, Osvaldo Rodríguez, Enrique Tula Rodríguez und Jorge Buivydas, der Pianist Norberto Ramos und der Kontrabassist Ricardo Pecci an.
1963 leitete er für Plattenaufnahmen ein Begleitorchester für den Sänger Armando Laborde, Carlos Maidana und Miguel Montero begleitete er 1970 bei Aufnahmen. 1964 engagierte ihn Radio Splendid als Leiter seines Orchesters, u. a. mit dem Pianisten José Paz, den Geigern Tito Besprovan, Mauricio Mise und Carlos Arnaiz und den Bandoneonisten Armando Calderaro und Ángel Genta. Bei verschiedenen Anlässen arbeitete er auch mit Astor Piazzolla und Osvaldo Pugliese zusammen.
Als wichtigste Kompositionen Domínguez’ gelten drei Tangos nach Texten von José Rótulo: Como tú (aufgenommen von Aníbal Troilo mit dem Sänger Edmundo Rivero und vom Orchester Francini-Pontier mit Raúl Berón), Santa mía (aufgenommen vom Orchester Francini-Pontier mit Alberto Podestá) und Firuletear de bandoneón (aufgenommen von Pedro Laurenz mit Juan Carlos Casas).